# 向洪邁
向洪邁（1508年—？），字景臯，號懷葛，浙江寧波府慈谿縣人，民籍，明朝政治人物。

## 生平
嘉靖十九年（1540年）庚子科浙江鄉試第七十四名舉人。嘉靖二十三年（1544年）中式甲辰科會試第五十四名，登第三甲第二十四名進士，官至江西左参议。

## 家族
曾祖向秉直，教諭；祖父向堂；父向金，母裘氏。慈侍下。兄洪儀、洪仕、洪信。弟洪上。
子向東，萬曆八年進士。